# آشین ویراتو
آشین ویراتو (برمه‌ای: ဝီရသူ؛ زادهٔ ۱۰ ژوئن ۱۹۶۸) راهب ملّی‌گرای بودایی اهل میانمار و رهبر روحانی جنبش ضدمسلمانان در بِرمه است. او متهم به توطئه‌چینی و مشارکت در آزار و شکنجه مسلمانان از طریق سخنرانی‌هایش شده‌است، هرچند وی ادعا می‌کند که واعظی صلح‌جو است و از خشونت حمایت نمی‌کند.
ویراتو رهبر «سازمان حفاظت از نژاد و دین» (Ma Ba Tha)، یک گروه ملی‌گرای افراطی بودایی و یکی از بانفوذترین مخالفان مسلمانان روهینگیا، است. این گروه که مسلمانان روهینگیا را مسبب نابودی سنت‌های بودایی میانمار می‌داند، دست به تهییج شهروندان میانمار برای مقابله و طرد مسلمانان می‌زند. آشین ویراتو به خاطر دیدگاه‌های افراطی‌اش به «بن‌لادن بودایی» شهرت دارد.
ویراتو به اتهام تحریک مردم علیه اسلام در سال ۲۰۰۳ بازداشت و زندانی شد و مدتی از صحنه دور ماند ولی در سال ۲۰۱۰ که یک عفو عمومی به متخلفان خورد ویراتو هم از زندان آزاد شد و وقتی حکومت نظامی‌ها و مشت آهنین آنها به سستی گرایید وی با بهره جستن از این فرصت ابتکار عمل را در دست گرفت.
مجله تایم نیز در سال ۲۰۱۳ عکس جلد خود را که در تمام کشورها به جز آمریکا توزیع شد به این راهب تندرو اختصاص داد و از ویراتو با عنوان 'چهره تروریست بودایی' یاد کرد.

## حمایت از ترامپ
وی در اظهارنظری دیدگاه‌های ترامپ در مورد اسلام را شبیه دیدگاه‌های خودش دانست و اعلام کرد از تمامی رای‌دهندگان به ترامپ در آمریکا حمایت می‌کند. وی بیشترین شباهت خود و ترامپ را در مخالفت با مسلمانان و جلوگیری از ورود مسلمانان به کشورشان (آمریکا و میانمار) دانست. وی همچنین اظهار داشت که آمادگی دارد با ناسیونالیست‌های آمریکایی در این زمینه‌ها همکاری کند و به آنها پیشنهاد کرد از روش‌هایی که در میانمار برای مبارزه با اسلام بهره می‌برند، استفاده شود.